# Bistota horrida
Bistota horrida is een hooiwagen uit de familie Podoctidae. De wetenschappelijke naam van Bistota horrida gaat terug op Roewer.